# Louise Wright
Louise Wright, född 1861, död 1935, var en dansk kvinnosakspolitiker, filantrop och pacifist.  
Hon var ordförande för Præmieselskabet for Plejemødre (PFP) 1913-1935. 
Hon var medlem i Danske Kvinders Nationalråd (DKN), och dess vice ordförande 1917-1927. Hon var tillsammans med Henni Forchhammer och Clara Tybjerg DKN:s representant i Nordisk Kvindesagsnævn, Danmarks avdelning av Nordiske Kvindesagsforeningers Samorganisation (NKS). 
Louise Wright var 1915 medgrundare av den danska Women’s International League for Peace and Freedom, efter Internationella Kvinnokongressen i Haag 1915. 